# Gilma
Gilma es una entidad de población española del municipio de Nacimiento, perteneciente a la provincia de Almería, en la comunidad autónoma de Andalucía.

## Historia
Hacia mediados del siglo XIX, el lugar era referido como una cortijada ya por entonces perteneciente al municipio de Nacimiento. Aparece descrito en el octavo volumen del Diccionario geográfico-estadístico-histórico de España y sus posesiones de Ultramar de Pascual Madoz con las siguientes palabras:

GILMA: cortijada en la prov, de Almeria, part. jud. de Gergal y térm. jurid. de Nacimiento.
(Madoz, 1847, p. 421)

En 2023, la entidad singular de población de Gilma tenía empadronados 5 habitantes, todos ellos en diseminado.